# Candacia pachydactyla
Candacia pachydactyla är en kräftdjursart som först beskrevs av James Dwight Dana 1849.  Candacia pachydactyla ingår i släktet Candacia och familjen Candaciidae. Inga underarter finns listade i Catalogue of Life.